# Hoplia chlorophana
Hoplia chlorophana é uma espécie de insetos coleópteros polífagos pertencente à família Rutelidae.
A autoridade científica da espécie é Erichson, tendo sido descrita no ano de 1848.
Trata-se de uma espécie presente no território português.